# Nowosielce (Przeworsk)
Nowosielce ist eine Ortschaft mit einem Schulzenamt der Landgemeinde Przeworsk im Powiat Przeworski der Woiwodschaft Karpatenvorland in Polen.

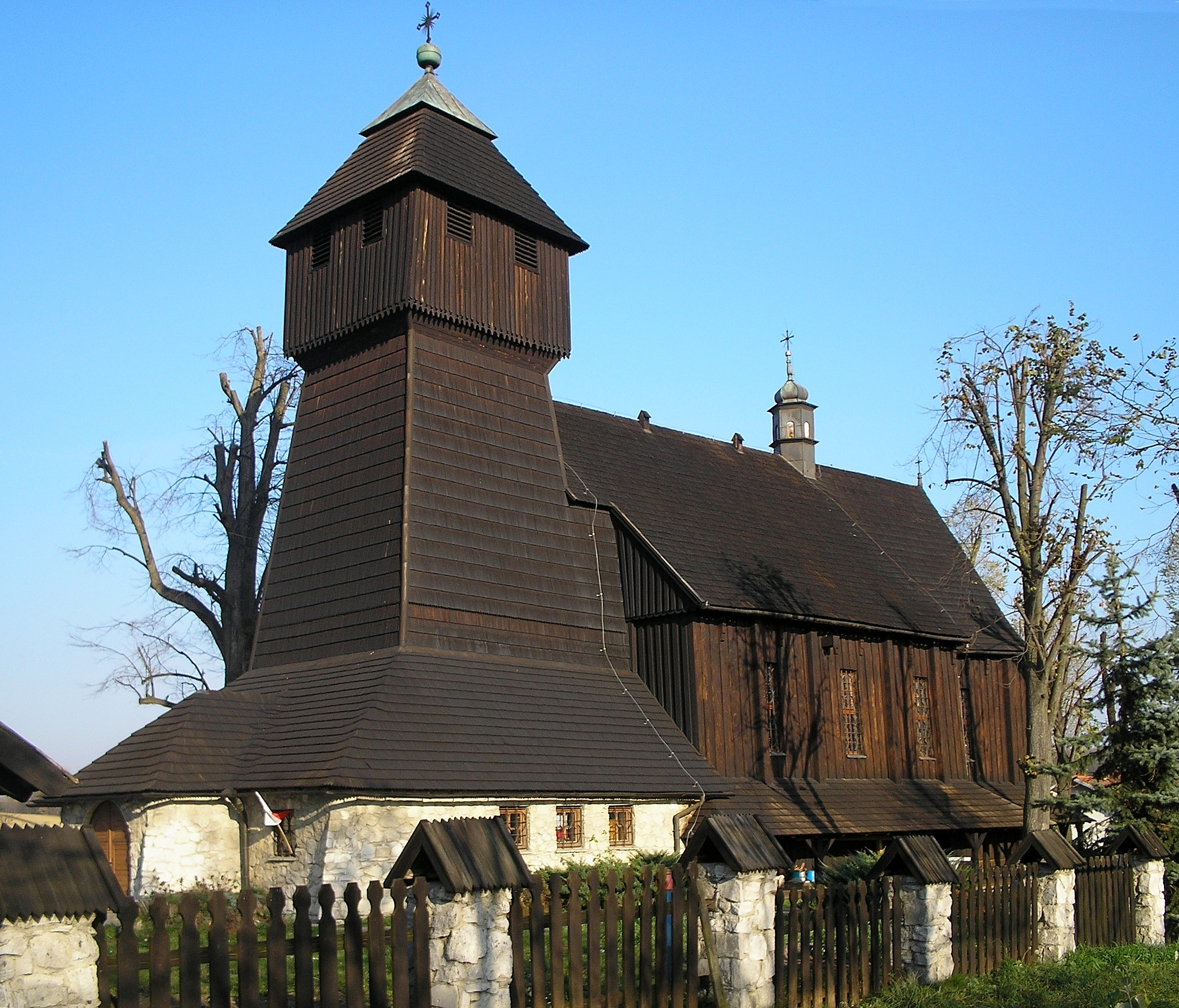
Holzkirche (gebaut um 1595)

## Geographie
Der Ort liegt im südlichen Sandomirer Becken an der DK94 zwischen Łańcut im Westen und Przeworsk im Osten.

## Geschichte
Der Ort wurde im Jahr 1372 als Nowosedlcze in einem Dokument von Wladislaus II. von Oppeln, von 1372 bis 1378 Statthalter des Fürstentums Halytsch-Wolodymyr, erstmals urkundlich erwähnt. Im Jahr 1384 wurde eine römisch-katholische Pfarrei errichtet, als das Dorf im Besitz von Franco und seiner Frau Katharina war. 1393 wurde der Zehnt aus Nouaszedlicz an das Kapitel in Przemyśl verliehen. Der Name bezeichnet eine neue siedlisko oder siodło (Sitz, Haus, Platz [des Besitzers], Ansiedlung).
Der erste Besitzer war wahrscheinlich Jan von Tarnów des Wappens Leliwa oder sein Sohn Spytek von Jarosław. Das Dorf gehörte zunächst zum Königreich Polen, Woiwodschaft Ruthenien, Przemyśler Land. Im 17. Jahrhundert tauchten viele Personennamen der Dorfbewohner auf, darunter deutschstämmige.
Bei der Ersten Teilung Polens kam Nowosielce 1772 zum neuen Königreich Galizien und Lodomerien des habsburgischen Kaiserreichs (ab 1804). Nach der Aufhebung der Patrimonialherrschaft mit Leibeigenschaft bildete es eine Gemeinde im Bezirk und Gerichtsbezirk Przeworsk.
1918, nach dem Ende des Ersten Weltkriegs und dem Zusammenbruch der k.u.k. Monarchie, kam der Ort zu Polen. Unterbrochen wurde dies nur durch die Besetzung Polens durch die Wehrmacht im Zweiten Weltkrieg.
Von 1975 bis 1998 gehörte Nowosielce zur Woiwodschaft Przemyśl.